# Integralteori
Integralteori är ett metateoretiskt system, ett system som sammanlänkar och relaterar olika teorier  om människan och samhället till en helhet, som hänger ihop på ett meningsfullt sätt. Konceptet har lanserats av Ken Wilber i  ett trettiotal böcker  och av andra .  Flera webbsajter och bloggar  behandlar och har utvecklat teorin. 

## De fyra kvadranterna

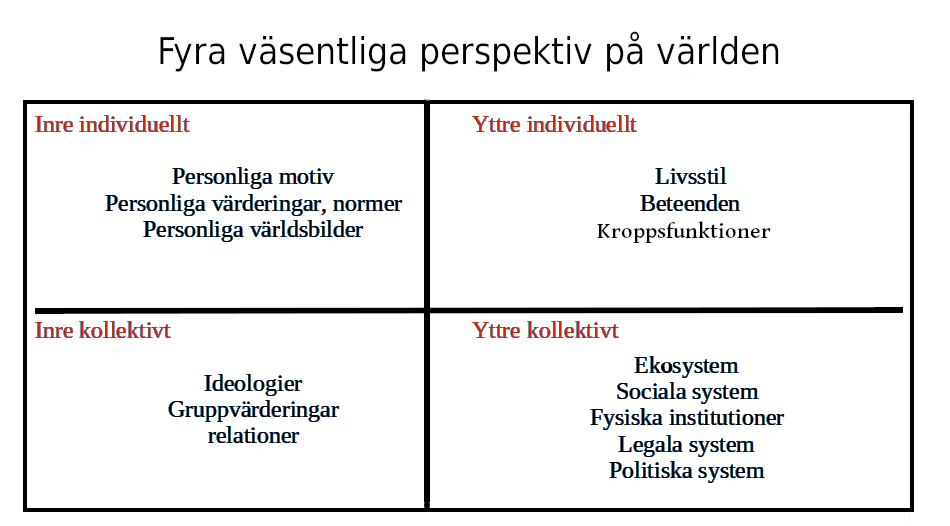
Integralteorins fyra kvadranter

I Wilbers grundkoncept ingår några fundamentala perspektiv. Det handlar om inre (upplevelsemässiga, drivkraftsmässiga) och yttre (beteendemässiga, gemensamt observerbara) faktorer som bör betraktas vad gäller individuella och kollektiva aspekter.  På så sätt uppstår en fyrfälting med fyra kvadranter, i vilken olika teorier kan insorteras med avseende på vad de intresserar sig för. Samtidigt kan alla händelser och fenomen betraktas från dessa fyra perspektiv för att söka få en bra bild av dem. Alltså det inre individuella (II), det yttre individuella (YI), det inre kollektiva (IK) och det yttre kollektiva (YK) perspektivet. 

### Exempel
Till exempel:  A gör ett mål i en fotbollsmatch. Vad händer? Uppenbarligen sparkar någon in en boll i ett mål (YI). Man kan också mäta dennes puls och blodtryck mm när han/hon gjort detta, fortfarande i (YI)-perspektivet, eftersom dessa data är "objektivt" tillgängliga oavsett vem som mäter.  Hur det känns att göra mål, vilka tankar som far genom personens inre, hör till (II), liksom alla motiv och personliga drag som denne har som helhet. Här finns också ett gemensamt inre (IK), i form av de taktiska råd och upplägg som man kommit överens om i laget, de system av olika känslor och sätt att värdera spelet som hela laget och fansen från de olika lagen bär på i detta ögonblick. I det yttre kollektiva (YK) finns hela stadion med alla sina funktioner och aktörer, liksom de nedskrivna formella regler som styr spelet.

## Utvecklingsnivåerna - att växa upp
Ett annat väsentligt inslag i integralteorin är att varje sådan kvadrant är skiktad i olika nivåer, det vill säga det finns en potentiell utveckling överallt, som innebär att olika motiv-, komplexitets- och organisationsnivåer successivt kan uppstå över tid, och att många fenomen består av ett antal sådana nivåer, som äger en viss självständighet i förhållande till varandra. De "enklare", tidigare uppkomna nivåerna kallas mer fundamentala, medan de senare tillkomna kallas mer signifikanta. 

### Exempel
På varje nivå gäller olika lagar för hur saker händer, som samtidigt överskrider och inkluderar varandra när man betraktar de mer komplexa nivåerna. Man kan inte förstå kroppen genom att betrakta en enskild molekyl eller ens ett enskilt organ, men en förståelse av dessa har betydelse för en förståelse av helheten. Liknande nivåer finns också på "insidan", till exempel finns i det inre individuella (II) olika typer av motiv, som ibland "tävlar" med varandra, och där vi brukar kunna identifiera vad som är till exempel vad våra omedelbara reaktioner säger, vad vårt inlärda sociala samvete säger och vad vårt kalkylerande förnuft säger oss. Därtill finns en mer reflekterande och inkännande nivå. Dessa funktioner kom till oss i den ordningen när vi växte upp. Man talar också om en möjlig integral nivå, från vilken vi kan se, förstå, och hantera alla dessa motiv och perspektiv från ett inkluderande helhetsperspektiv. Teorin öppnar också för motiv och nivåer som överskrider de individuella, där man agerar och upplever världen mer som en representant för ett vidare perspektiv, där de egna motiven bara är en del i en djupare syn på tillvaron och existensen.

## Utvecklingslinjerna
I en människas psykologi kan man finna ett antal intelligenser eller olika utvecklingslinjer, där man i en personlighet kan befinna sig olika långt fram på olika områden, liksom man också hamnar på olika nivåer beroende på situationens hanterbarhet med mera. Det handlar om sådant som kognitiv intelligens, moralisk intelligens, social intelligens, jaguppfattning mm.

## Mentala tillstånd  - att vakna upp
Ett ytterligare inslag i integralteorin, som Ken Wilber formulerat den, är skillnaden mellan nivåer och tillstånd. Han menar att det på alla psykologiska utvecklingsnivåer finns möjlighet att gå in i olika tillstånd, där man fungerar olika. Till dessa räknas de grundläggande som vakenhet, drömsömn och djupsömn, liksom tillstånd som förorsakas av starka upplevelser, droger eller medvetna försök att medvetandegöra sig om nuet, via till exempel meditation eller yoga. Här finns en annan riktning att utvecklas i, att lära sig vara närvarande i nuet på allt starkare sätt, via så kallade flowupplevelser via olika extatiska tillstånd till en "ickedualistisk upplevelse", där man upplever sig både fullt delaktig och samtidigt som åskådare till det "skådespel" man ingår i. Djupa sådana upplevelser sätter ofta bestående spår i personligheten och tolkas utifrån de perspektivnivåer man har tillgång till.

## Personlighetstyper
I teorin finns också en mindre utarbetad referens till olika typer av personligheter som också erkänns, så som maskulina respektive feminina eller typologier som "The Big Five", enneagrammens, de astrologiska typerna och liknande.  